# Robert Bernardis
Robert Bernardis (* 7. August 1908 in Innsbruck; † 8. August 1944 in Berlin-Plötzensee) war ein österreichischer Oberstleutnant im Generalstab der deutschen Wehrmacht. Er war als Widerstandskämpfer gegen den Nationalsozialismus an dem Attentat vom 20. Juli 1944 auf Adolf Hitler und dem anschließenden militärischen Umsturzversuch beteiligt, indem er telefonisch das Unternehmen Walküre in den außerhalb des Stadtgebietes von Berlin gelegenen Teilen des Wehrkreises III auslöste.

## Leben

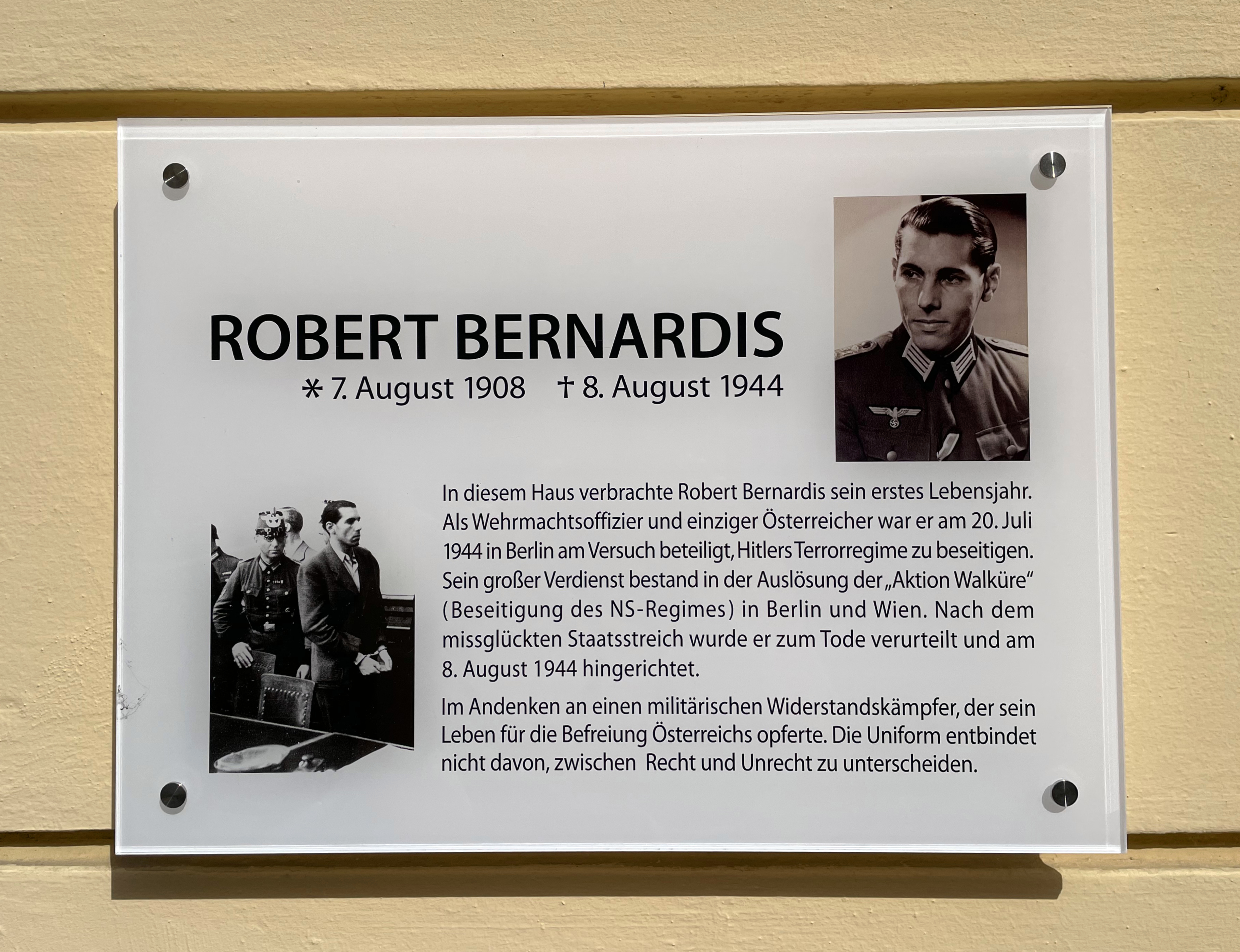
Gedenktafel am ehemaligen Wohnhaus in Innsbruck

Robert Bernardis wurde in Innsbruck geboren und evangelisch getauft. Sein Vater Nikolaus (Nicolo) Bernardis stammte aus Rovigno in Istrien, gehörte der italienischen Volksgruppe an und war Militär-Baumeister, der unter anderem in Wien das spätere Kommandogebäude Breitensee errichtete. Seine Mutter Antonia, geborene Kropik, war in Horn in Niederösterreich geboren. Sein Vater wurde bald darauf nach Linz versetzt, als Folge übersiedelte die Familie dorthin. Nach dem Besuch der Volks- und Militär-Unterrealschule in Linz und Enns maturierte er gemeinsam mit seinem Bruder Friedrich 1925 an der damaligen Bundeserziehungsanstalt in Wiener Neustadt.
Im Anschluss absolvierte er die zweijährige Gewerbeschule in Mödling, die er als ausgebildeter Bautechniker verließ. In dieser Zeit trat er der 1922 gestifteten Fachstudentischen Burschenschaft Wiking zu Mödling bei. Da Bernardis keine seiner Ausbildung entsprechende Tätigkeit fand, musste er seinen Lebensunterhalt zunächst als Maurer und Vorarbeiter verdienen.

### Militärische Laufbahn
1928 ging Bernardis schließlich wegen der schlechten Lage auf dem Arbeitsmarkt „den Weg ins Militär, so wie viele andere es taten – weniger aus großer Begeisterung, als aus Not“, wie er in seinem handschriftlichen Lebenslauf festhielt, der heute im Österreichischen Staatsarchiv aufbewahrt wird.
Er wählte, seiner zivilen Ausbildung entsprechend, als Waffengattung an der Offiziersakademie in Enns die Pioniertruppe. Als Maturant konnte er dort studieren und musste nicht zuvor die Offiziersschule absolvieren.
Im Ausmusterungsjahr 1932 heiratete er die Linzer Geographie- und Sportstudentin Hermine Feichtinger (* 6. Dezember 1909 in Linz; † 3. November 2009 ebenda). Seine erste Truppenverwendung führte ihn in das Linzer Pionier-Bataillon 4. Dort bewarb er sich 1936 um die Aufnahme in die „Höheren Offizierskurse“ und wurde dem „Kriegstechnischen Kurs“ zugeteilt.
Dabei handelte es sich um eine spezielle Generalstabsausbildung für Pionier-Offiziere, die es damals nur im österreichischen Bundesheer gab. Diese Ausbildung trug auch wesentlich zu seiner späteren engen Freundschaft mit Claus Schenk Graf von Stauffenberg bei, da dieser für das geplante Attentat auf Hitler unbedingt einen ausgebildeten Pionier-Offizier benötigte. Stauffenberg hatte als Kavallerist und späterer Panzeroffizier selbst eher wenig Erfahrung im Umgang mit Sprengstoffen.
Ein Robert Bernardis nachgesagtes Naheverhältnis zum Nationalsozialismus ist umstritten. Im Mitgliederverzeichnis des österreichischen „Nationalsozialistischen Soldatenringes“ ist ein „Karl Bernardis“ eingetragen. Ob er mit seinem Linzer Kameraden Oberleutnant Karl Pridun verwechselt wurde, ob er unter falschem Namen eingetragen war, oder ob es sich bei „Karl Bernardis“ um seinen Bruder Friedrich handelte, der ebenfalls Offizier war, lässt sich nicht mit Sicherheit feststellen.

### Zweiter Weltkrieg und Widerstand
Nach dem deutschen Überfall auf die Sowjetunion am 22. Juni 1941 wurde der mittlerweile zum dritten Generalstabsoffizier (Ic) des 51. Armeekorps (LI.) avancierte Offizier in einem Lager bei Shitomir, etwa 140 Kilometer westlich von Kiew, Zeuge von Massenerschießungen und Kannibalismus. Als Bernardis das Lager wieder verließ, musste er sich übergeben und sprach an diesem Tag nicht mehr.
Auch bei der Einnahme von Charkow Ende Oktober 1941 musste Bernardis miterleben, wie hunderte Einwohner, vornehmlich Juden, in den Straßen öffentlich gehängt wurden. Das Dritte Reich war entschlossen, „die Stadt durch Abschreckungsmaßnahmen und Repressalien rücksichtslos zu befrieden.“
Anfang 1942 erkrankte Bernardis schwer und wurde im März 1942 zunächst in einem Feldlazarett und danach in einem Berliner Krankenhaus wegen Zwölffingerdarmgeschwüren behandelt.
Nach seiner Genesung stieg Bernardis ab Juni 1942 als Oberstleutnant im Generalstab bis zum Gruppenleiter „Personal“ im Allgemeinen Heeresamt im Berliner Bendler-Block auf.

### Beteiligung am Walküre-Plan
Als Stauffenberg im September 1943 Chef des Stabes des Ersatzheeres wurde, war der tägliche dienstliche Kontakt zwischen Bernardis und ihm obligatorisch. Wer sich von den beiden dem anderen in der Widerstandsfrage zuerst offenbart hat, lässt sich nicht nachweisen. Fest steht, dass man rasch zu einem Konsens über die Beseitigung des NS-Regimes kam. Bernardis trat nun aktiv handelnd in den Kreis der Verschwörer, indem er, wie aus den Briefen an seine Frau hervorgeht, zunächst begann, die schon existierenden Befehle zum Unternehmen Walküre noch konkreter für einen Aufstand der Wehrmacht gegen Hitler in allen Wehrkreisen zu adaptieren. Wie Carl Szokoll mitteilte, fuhr Bernardis ab Februar 1944 regelmäßig nach Wien. Zunächst besuchte er dabei den Chef des Stabes im Wehrkreis XVII (Wien), seinen persönlichen Freund, den Ritterkreuzträger Heinrich Kodré. Anschließend informierte er Hauptmann Carl Szokoll über den Stand der Vorbereitungen für den geplanten Sturz des NS-Regimes.
Kodré löste am 20. Juli Walküre aus, wobei er zunächst den Kommandierenden General, Hans-Karl Freiherr von Esebeck, überging und ihn erst später über die getroffenen Maßnahmen informierte. Esebeck billigte diese, obwohl er erkannte, dass die Fernschreiben durch den längst pensionierten Generalfeldmarschall Erwin von Witzleben unterzeichnet und somit ungültig waren. Erst nachdem Bernardis stundenlang mit Kodré gesprochen hatte, begab er sich zu Szokoll, um diesem die nötigen Befehle für die Organisation des Unternehmens Walküre im Wiener Wehrkreis zu geben. Szokoll konnte also die Aktion organisieren, war aber nicht berechtigt, sie auch auszulösen. Dazu war der Befehl des Wehrkreis-Kommandos unbedingt erforderlich. Als Stauffenbergs Verbindungsmann zwischen Wien und Berlin nahm Bernardis ein beträchtliches Risiko auf sich, da die dafür erforderlichen zahlreichen Dienstreisen bei einer Überprüfung durch die Gestapo kaum plausibel zu erklären waren. Schließlich war Bernardis Gruppenleiter „Personal“ und hatte den Nachschub für die Fronten zu organisieren. Persönliche Anwesenheit in Wien war dazu nicht erforderlich.
Am 20. Juli 1944 war es für General der Nachrichtentruppe Erich Fellgiebel nicht möglich, die Verschwörer in Berlin exakt über die Ereignisse zu informieren. Offen waren nach dem Attentat nämlich nur die Telefonleitungen der SS, was es Hitler ermöglichte, mit Major Otto Ernst Remer zu sprechen.
Damit war das Gerücht eines erfolgreichen Attentats rasch geplatzt und das Schicksal der Operation Walküre besiegelt, denn die Gegenmaßnahmen des Regimes setzten schneller ein, als die nicht verlässlich informierten Verschwörer in Berlin handeln konnten.
Als das Attentat auf Hitler misslungen war und der Sturz des NS-Systems am späten Nachmittag des 20. Juli 1944 zu scheitern drohte, griff Bernardis zum Telefon und alarmierte die Kampfverbände in den außerhalb des Stadtgebietes von Berlin gelegenen Teilen des Wehrkreises III.
„Nach 16 Uhr begann Oberstleutnant Bernardis die Truppenteile außerhalb Berlins zu alarmieren: Die Panzertruppenschulen Krampnitz und Wünsdorf, die Panzerlehrgänge Groß-Glienicke, die Infanterieschule Döberitz, die Fahnenjunkerschule und die Unteroffiziersschule Potsdam.“
Damit enttarnte er sich als Mitglied der Verschwörung. Die von ihm alarmierten Verbände befolgten seine Befehle sofort und verzichteten auf die vorgeschriebene telefonische Rückfrage und Bestätigung durch das Wehrkreis-Kommando, weil auch sie schon in den wirklichen Zweck der Maßnahmen durch Bernardis eingeweiht waren. Er konnte allerdings nur die außerhalb Berlins stationierten Kampfverbände des Wehrkreises alarmieren, da das Stadtgebiet von Berlin einen eigenen Befehlsbereich bildete und Generalleutnant Paul von Hase unterstand. Hinzu kam, dass in der Stadt selbst relativ rasch die Gegenmaßnahmen durch das unter dem Kommando von Remer stehende Wachbataillon „Großdeutschland“ zum Tragen kamen und sich die Verschwörer deshalb von außerhalb verstärken mussten. Dafür war ursprünglich auch das Reiterregiment Mitte unter dem Kommando von Philipp Freiherr von Boeselager vorgesehen. Dieses sollte aus dem Raum Brest-Litowsk mit Transportmaschinen nach Berlin verlegt werden. Mit schweren Kämpfen in der Stadt musste infolge der starken SS-Präsenz gerechnet werden. Infolge der raschen Gegenmaßnahmen des Systems war allerdings an Überstellungen in den Raum Berlin am späten Nachmittag des 20. Juli 1944 nicht mehr zu denken, weil die beiden Berliner Flugplätze nicht mehr gesichert werden konnten. „Zurück in die alten Löcher“ – so das über Funk übermittelte vereinbarte Code-Wort für das Scheitern der Aktion – bewog daher Boeselager dazu, schnellstens wieder 200 Kilometer ostwärts seine alten Stellungen zu beziehen, um unentdeckt zu bleiben, was auch gelang.

### Das Ende
Nach dem Scheitern des Umsturzversuches war auch Bernardis’ Schicksal besiegelt: Am 8. August 1944 wurde er, aus der Wehrmacht ausgestoßen, vor dem Volksgerichtshof in Berlin zum Tode verurteilt und noch am selben Abend im Strafgefängnis Plötzensee gehängt, wobei man darauf achtete, dass die Verurteilten durch langsames Ersticken ums Leben kamen. Hitler zufolge sollten die Verschwörer möglichst qualvoll und wie in einem Schlachthof sterben, nicht etwa durch Erschießung.
Seine Frau Hermine Bernardis wurde zusammen mit ihrer Schwiegermutter am 27. August 1944 als Sippenhäftling in das Konzentrationslager Ravensbrück eingeliefert und am 6. Oktober 1944 wieder entlassen. Die beiden Kinder von Robert Bernardis, Lore (6 Jahre) und Heinz (4 Jahre), wurden wie die der anderen Verschwörer im Kinderheim im Borntal in Bad Sachsa interniert.

## Gedenken
Postume Anerkennung erfuhr Robert Bernardis in Österreich erst spät. 1985 wurde eine Gedenktafel im Jakob-Kern-Haus der Militärpfarre Wien errichtet. 1994 setzte General Hubertus Trauttenberg gemeinsam mit dem Linzer Bürgermeister Franz Dobusch eine Straßenbenennung nach Bernardis in Linz durch. In Hannover gibt es seit 1985 eine „Bernardis-Straße“.
Danach sollte es noch einmal fast zehn Jahre dauern, bis auch das Verteidigungsministerium entsprechend reagierte und ihm zu Ehren am 11. Oktober 2004 in der Heeresunteroffiziersakademie in Enns ein Denkmal enthüllt wurde. Aus der Ansprache von Bundespräsident Heinz Fischer: „Die Republik Österreich ehrt mit diesem Denkmal aber auch grundsätzlich und über eine Einzelperson hinausgehend den Widerstand gegen den verbrecherischen Nationalsozialismus.“
Am 7. August 2008 gedachte das Österreichische Bundesheer im Beisein seiner Witwe Hermine des 100. Geburtstages von Robert Bernardis; die Laudatio hielt der evangelische Militärpfarrer Karl-Reinhart Trauner.
Am 31. Oktober 2008 wurde Bernardis beim Reformationsempfang der evangelischen Kirche Österreichs, der er angehört hatte, in Anwesenheit des österreichischen Bundespräsidenten Heinz Fischer geehrt. Aus dessen Rede: „Die NS-Diktatur unter Adolf Hitler war ein auf einer unmenschlichen Ideologie aufgebautes verbrecherisches Regime, das in unübersehbarer Weise so viel Schuld auf sich geladen und den Tod von so vielen unschuldigen Menschen zu verantworten hatte, dass Widerstand gegen dieses Regime ehrenhaft war – auch und gerade, weil dieser Widerstand rücksichtslos mit dem Tode bedroht wurde und in vielen Fällen auch tatsächlich mit dem Leben bezahlt werden musste. […] Deshalb werden Widerstandskämpfer wie Robert Bernardis zu Recht geehrt.“
Der reformierte Landessuperintendent Thomas Hennefeld sagte, das Gedenken an Bernardis sei für die Evangelischen Kirchen „Anregung und Ermutigung, wie wir sicherer Schritte in die Zukunft gehen, auf die Stimme unseres Gewissens achten und konsequent danach handeln können“.
Die Evangelische Kirche A.B. und H.B. gab dazu eine von Karl Glaubauf und Karl-Reinhart Trauner gestaltete Gedenkschrift mit dem Titel Robert Bernardis (1908–1944) – Österreichs Stauffenberg zum hundertsten Geburtsjubiläum heraus. Hennefeld erklärte, das Buch verstehe sich als Beitrag der Evangelischen Kirchen Österreichs zum Gedenkjahr 2008. Die Evangelischen Kirchen hätten im Blick auf ihre Geschichte im Nationalsozialismus „viel aufzuarbeiten“.
Beim Festakt 90 Jahre Oberösterreich am 2. November 2008 würdigte Bundespräsident Fischer den „Heldenmut von Männern und Frauen, die damals – vielfach unter Opferung ihres Lebens – Widerstand gegen ein unmenschliches Regime geleistet und zum Wiedererstehen einer freien unabhängigen demokratischen Republik Österreich beigetragen haben. Franz Jägerstätter und Robert Bernardis lebten beide in Oberösterreich. Sie sind Persönlichkeiten der Geschichte dieses Landes, auf die wir stolz sein können.“
2008 erschien auch eine ausführliche Studie zur Biographie und den Lebensumständen Robert Bernardis' von Karl-Reinhart Trauner unter dem Titel Mit Stauffenberg gegen Hitler. Mehrere wissenschaftliche Beiträge folgten.
Anlässlich seines 110. Geburtstages wurde im ORF eine Menschen & Mächte-Dokumentation ausgestrahlt. Gleichzeitig wurde der Enkelin auch ein Dekret der Rehabilitierung überreicht.
Auf Initiative von Verteidigungsminister Thomas Starlinger erfolgte Anfang 2020 eine Benennung der Rossauer Kaserne in Rossauer Kaserne Bernardis-Schmid, nach Robert Bernardis und Anton Schmid. Nach Lukas Morscher, dem Leiter des Stadtmuseums Innsbruck, sei der einzige am Stauffenberg-Attentat beteiligte österreichische Offizier in seiner Geburtsstadt wenig bekannt gewesen. Im Sommer 2024 wurde in Innsbruck zum 80. Todestag eine Gedenktafel am ehemaligen Wohnhaus in der Schillerstraße 3 angebracht.